# Mohammad Mazaheri
Mohammad Raszid Mazaheri (pers. محمدرشید مظاهری; ur. 18 maja 1989 w Dogonbadanie) – irański piłkarz grający na pozycji bramkarza. Od 2014 roku jest zawodnikiem klubu Zob Ahan Isfahan.

## Kariera piłkarska
Swoją karierę piłkarską Mazaheri rozpoczął w 2002 roku w klubie Fajr Sepasi. W 2009 roku podjął treningi w klubie Esteghlal Ahwaz. W sezonie 2009/2010 zadebiutował w jego barwach w Iran Pro League. W debiutanckim sezonie spadł z Esteghlalem do Azadegan League i na tym poziomie rozgrywkowym grał w sezonie 2010/2011.
Latem 2011 został zawodnikiem Fuladu Ahwaz. Swój debiut w nim zaliczył 11 maja 2012 w przegranym 1:2 domowym meczu z Persepolisem FC. W sezonie 2013/2014 wywalczył z mistrzostwo Iranu.
W 2014 roku przeszedł do klubu Zob Ahan Isfahan. Zadebiutował w nim 6 kwietnia 2014 w wygranym 2:1 domowym meczu z Shahre Baran. W sezonach 2014/2015 i 2015/2016 zdobył ze swoim klubem dwa Puchary Iranu, a w sezonie 2017/2018 wywalczył wicemistrzostwo Iranu.
| Sezon   | Klub             | Kraj | Rozgrywki       | Mecze | Gole |
| ------- | ---------------- | ---- | --------------- | ----- | ---- |
| 2009/10 | Esteghlal Ahwaz  | Iran | Iran Pro League | 5     | 0    |
| 2010/11 | Esteghlal Ahwaz  | Iran | Azadegan League | 7     | 0    |
| 2011/12 | Fulad Ahwaz      | Iran | Iran Pro League | 1     | 0    |
| 2012/13 | Fulad Ahwaz      | Iran | Iran Pro League | 3     | 0    |
| 2013/14 | Fulad Ahwaz      | Iran | Iran Pro League | 3     | 0    |
| 2013/14 | Zob Ahan Isfahan | Iran | Iran Pro League | 2     | 0    |
| 2014/15 | Zob Ahan Isfahan | Iran | Iran Pro League | 19    | 0    |
| 2015/16 | Zob Ahan Isfahan | Iran | Iran Pro League | 27    | 0    |
| 2016/17 | Zob Ahan Isfahan | Iran | Iran Pro League | 28    | 0    |
| 2017/18 | Zob Ahan Isfahan | Iran | Iran Pro League | 30    | 0    |

## Kariera reprezentacyjna
W reprezentacji Iranu Mazaheri zadebiutował 24 marca 2016 roku w wygranym 4:0 meczu eliminacji do MŚ 2018 z Indiami, rozegranym w Teheranie. W 2018 roku powołano go do kadry na Mistrzostwa Świata w Rosji.